# Enomy Germain
Enomy Germain est un économiste haïtien. Il est connu pour être l'auteur de l'ouvrage Pourquoi Haïti peut réussir ?, paru en 2019 à Port-au-Prince. Il est également commentateur économique souvent invité dans plusieurs médias haïtiens et étrangers,,,. 

## Biographie
Originaire de la ville des Gonaïves, Enomy Germain boucle ses études secondaires au lycée Fabre Nicolas Geffrard où il est sorti lauréat de sa promotion et deuxième pour le département de l'Artibonite aux examens d'État. Il fait des études en sociologie à la faculté des sciences humaines de l'Université d'État d'Haïti où il a été admis en 2009. Un an plus tard, soit en 2010, il est admis au Centre de technique de planification et d'économie appliquée où il obtient un diplôme d'études supérieures en économie quantitative appliquée. Par la suite, il bénéficie d'une bourse du programme de bourses du Gouvernement français et de la Banque de la république d'Haïti qui lui permet de réaliser un master 2 en économie du développement (expertise en politiques et projets de développement) à l'université Panthéon-Sorbonne,. En 2024, l'Ambassade Américaine en Haïti a annoncé que Enomy Germain a bénéficié de la prestigieuse bourse Fulbright pour une étude en gestion de Politiques économiques et financières (MPA) à Cornell University, membre de la fameuse Ivy League Américaine. 
Il enseigne en 2020, l'économie du développement et la politique économique au Centre de techniques de planification et d'économie appliquée[réf. souhaitée]. Enomy Germain est commentateur économique et commente l'actualité économique d'Haïti tant dans les médias haïtiens qu'au niveau international,. En outre, il est l'auteur de plusieurs dizaines d'articles d'analyse économique publiés en Haïti et en France,. 
En août 2019, Enomy Germain signe son premier ouvrage, Pourquoi Haïti peut réussir ?.

## Publications
- Analyses des déterminants des investissements directs étrangers (IDE) et des impacts de ces investissements sur la croissance économique en Haïti de 1980 à 2013, 70 p. (lire en ligne), mémoire
- Pourquoi Haïti peut réussir ?, C3 éditions, 2019, 217 p.  (ISBN 978-9-9970-7123-1)